# Ceblepyris
Ceblepyris là một chi chim trong họ Campephagidae.

## Các loài
Chi này chứa 5 loài, có quan hệ họ hàng gần với các loài trong chi Coracina.
- Phường chèo Madagascar (Ceblepyris cinereus)
- Phường chèo Comoros (Ceblepyris cucullatus)
- Phường chèo Grauer (Ceblepyris graueri)
- Phường chèo ngực trắng (Ceblepyris pectoralis)
- Phường chèo xám (Ceblepyris caesius)

## Hình ảnh

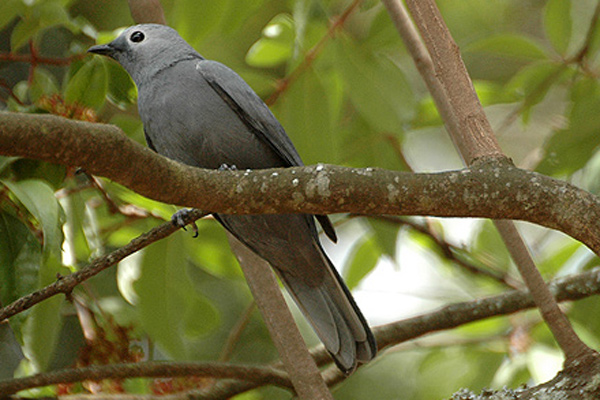
Ceblepyris caesius
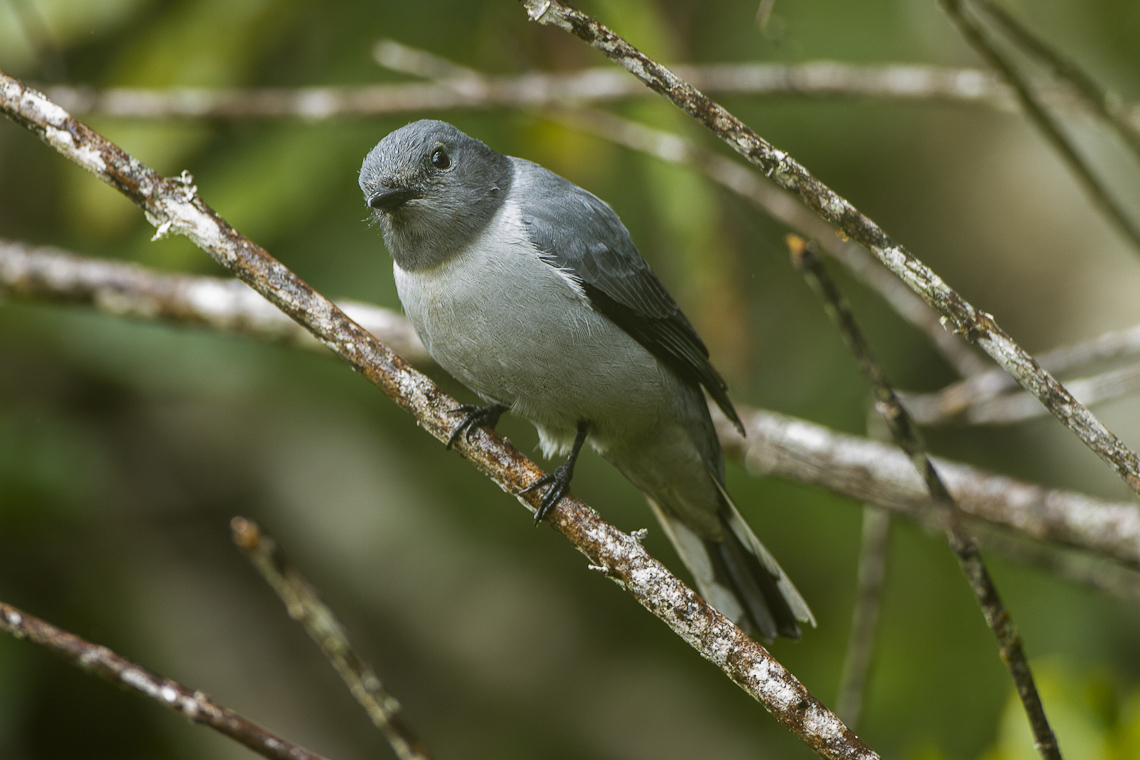
Ceblepyris cinereus
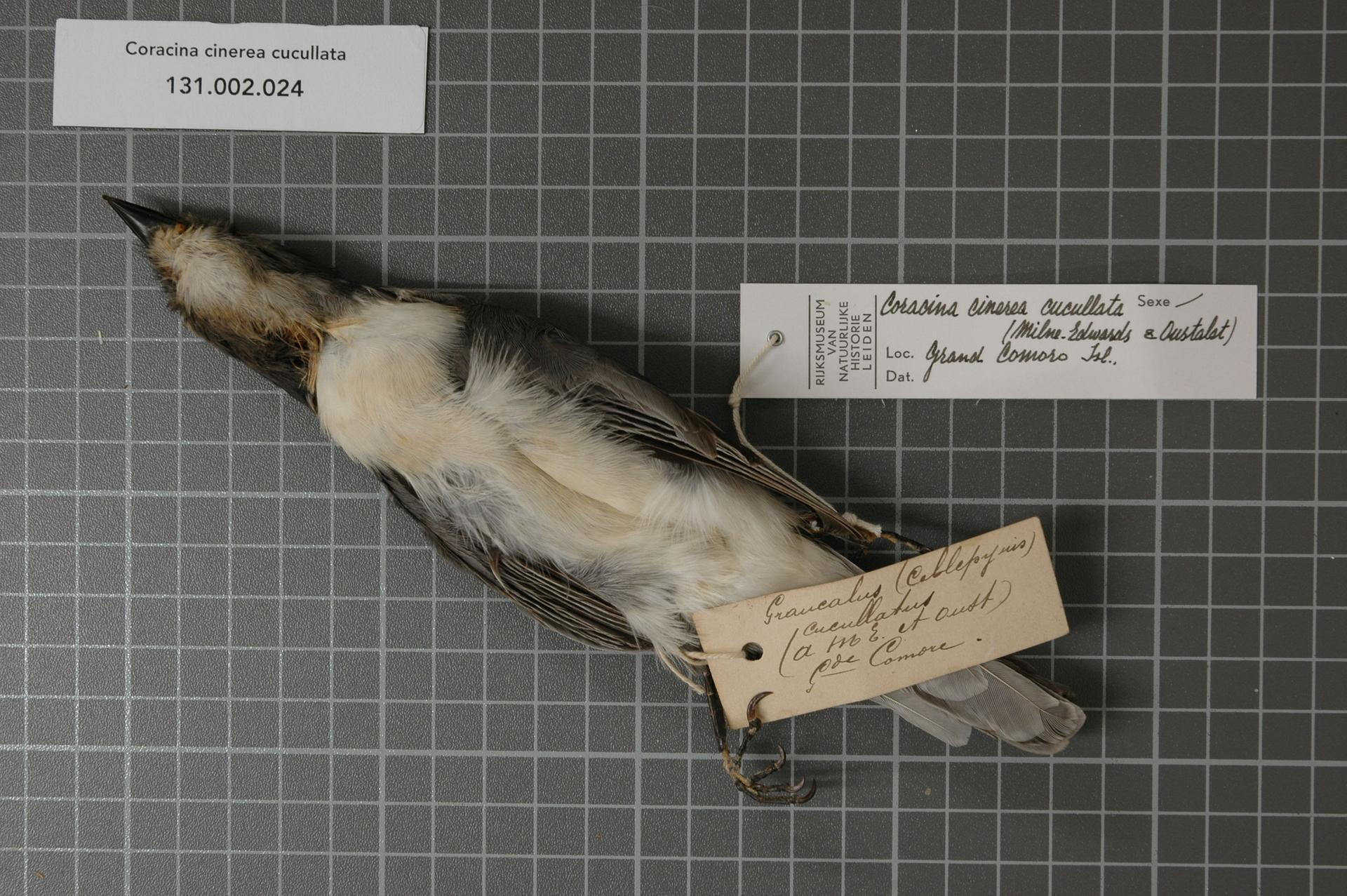
Ceblepyris cucullatus
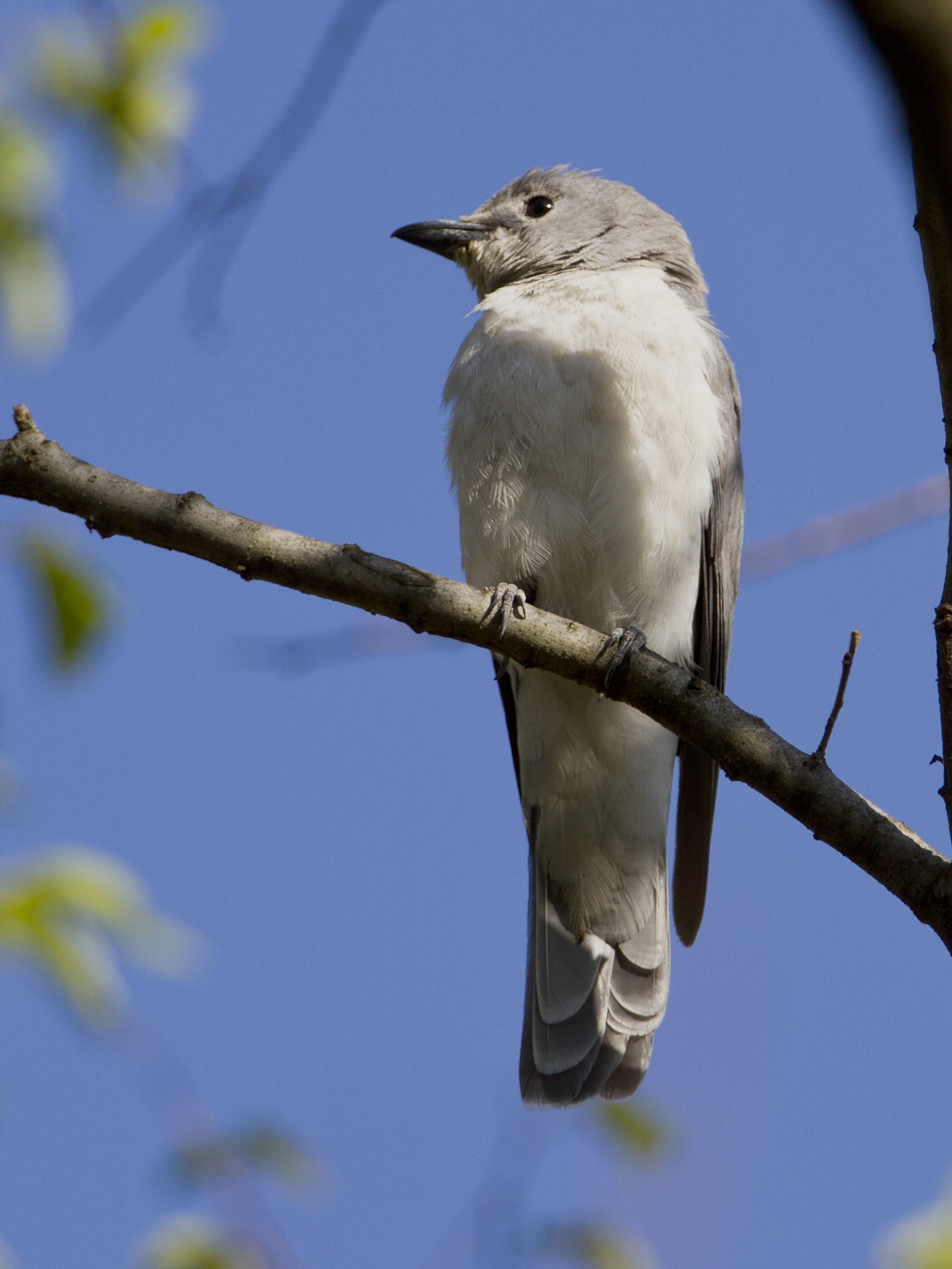
Ceblepyris pectoralis